# Moustafa Kamel Salmi
Moustafa Kamel Salmi, né le 3 juillet 1965 à El Oued, est un athlète algérien.

## Palmarès
| Date | Compétition            | Lieu       | Résultat | Épreuve   | Performance |
| ---- | ---------------------- | ---------- | -------- | --------- | ----------- |
| 1985 | Jeux panarabes         | Casablanca | 3e       | 100 m     | 10 s 56     |
| 1985 | Jeux panarabes         | Casablanca | 3e       | 200 m     | 21 s 39     |
| 1985 | Championnats d'Afrique | Le Caire   | 3e       | 4 x 100 m | 40 s 14     |
| 1987 | Championnats panarabes | Alger      | 2e       | 100 m     | 10 s 49     |
| 1987 | Championnats panarabes | Alger      | 2e       | 200 m     | 21 s 6      |
| 1987 | Championnats panarabes | Alger      | 2e       | 4 x 100 m | 40 s 46     |
| 1987 | Jeux méditerranéens    | Lattaquié  | 2e       | 200 m     | 20 s 84     |
| 1987 | Jeux méditerranéens    | Lattaquié  | 3e       | 100 m     | 10 s 56     |
| 1988 | Championnats d'Afrique | Annaba     | 3e       | 200 m     | 21 s 21     |